# Ventilación de gas

Un diagrama que muestra las fuentes geológicas de gases de hidrocarburos alcanos que acompañan la extracción de carbón y petróleo crudo, o que son en sí mismos el objetivo de la extracción.

La liberación de gas, más específicamente conocida como liberación de gas natural o liberación de metano, es la liberación intencional y controlada de gases que contienen hidrocarburos alcanos, predominantemente metano a la atmósfera de la Tierra. Este método es ampliamente utilizado para la eliminación de gases no deseados que se producen durante la extracción de carbón y petróleo crudo. Estos gases pueden carecer de valor cuando no pueden reciclarse en el proceso de producción, no cuentan con una ruta de exportación hacia los mercados de consumo o exceden la demanda a corto plazo. Incluso cuando tienen valor para el productor, pueden liberarse cantidades significativas durante las etapas de recolección, transporte y distribución del gas.
La ventilación de gas contribuye en gran medida al cambio climático .   Los vertidos grandes y concentrados suelen mitigarse con antorchas de gas para producir dióxido de carbono, relativamente menos dañino. La ventilación y quema de gas que se realizan como prácticas rutinarias son especialmente derrochadoras y podrían eliminarse en muchas operaciones industriales modernas, donde hay otras opciones de bajo costo disponibles para utilizar el gas. 
La ventilación de gas no debe confundirse con tipos similares de liberación de gas, como los de:
- Alivio de presión de emergencia como método de último recurso para evitar daños al equipo y salvaguardar la vida, o emisiones fugitivas de gas, que son fugas de gas no intencionales que ocurren en operaciones de carbón, petróleo y gas, como las de pozos huérfanos.

La ventilación de gas tampoco debe confundirse con la “filtración de gas” de la tierra o los océanos, ya sea natural o debida a la actividad humana.

## Prácticas en yacimientos petrolíferos relacionadas con el gas no deseado

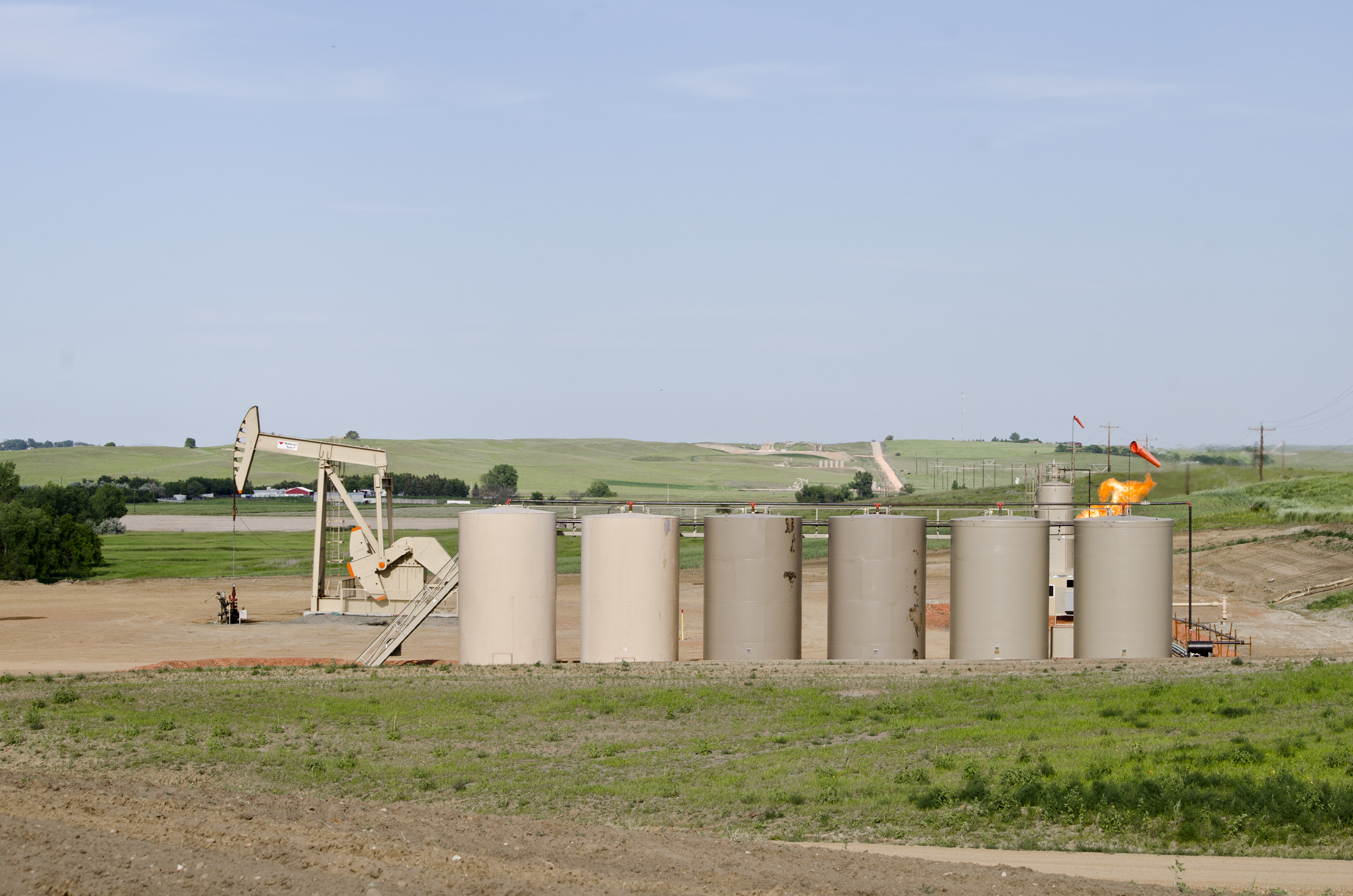
Extracción y almacenamiento de petróleo con quema del gas asociado en un sitio rural.

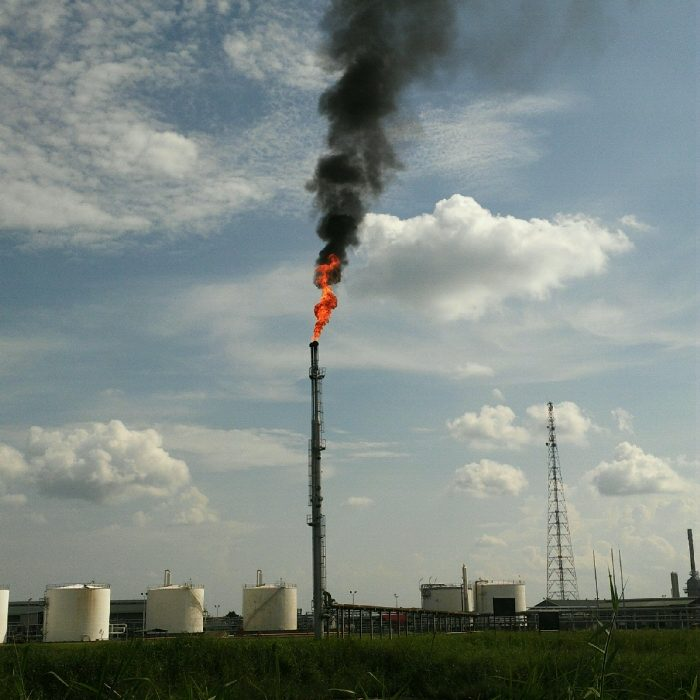
Quema de gas incompleta que también crea un exceso de carbono negro.

La extracción de petróleo de los pozos petrolíferos, donde la adquisición de petróleo crudo es el objetivo financiero principal, generalmente va acompañada de la extracción de cantidades sustanciales del llamado gas de petróleo asociado (es decir, una forma de gas natural crudo). Las estadísticas mundiales del año 2012 muestran que la mayoría (58%) de este gas se reinyectó para almacenamiento y para ayudar a mantener la presión del pozo, el 27% se envió a mercados de consumo y el 15% restante se venteó o quemó cerca del sitio del pozo.
Se quemaron 100 millones de toneladas de gas asociado ventilado en antorchas en todo el mundo, lo que equivale aproximadamente entre el 3% y 4% de todo el gas producido en pozos de petróleo y gas.  El gas quemado produjo alrededor de 350 millones de toneladas de emisiones equivalentes de CO 2 de gases de efecto invernadero, contribuyendo con aproximadamente el 1% de los 33 mil millones de toneladas de dióxido de carbono (CO2 ) liberadas por la quema de todos los combustibles fósiles. Los sistemas de recuperación de gas de quema (FGRS) se están implementando cada vez más como una alternativa económicamente más productiva a la quema.
Lo ideal sería que al menos se eliminara todo el gas no deseado mediante antorchas de gas, pero esto no se ha conseguido en la práctica. Por ejemplo, los volúmenes ventilados de pozos individuales son a veces demasiado pequeños e intermitentes y pueden presentar otras dificultades como altas concentraciones de contaminantes lo que hacen que la quema sea más desafiante técnica y económicamente. Además, el gas continuará emanando del petróleo crudo durante algún tiempo después de que éste sea trasladado a tanques de almacenamiento en el sitio del pozo y transportado a otro lugar. Este gas también puede ser dirigido a una antorcha, utilizado o diseñado para escapar sin mitigación a través de respiraderos o reguladores de presión. 
Las estimaciones de seguimiento global de la Agencia Internacional de Energía (AIE) durante el año 2019 indican que se liberaron 32 millones de toneladas adicionales de metano sin reducción provenientes la extracción de petróleo, incluidas las actividades de extracción de petróleo convencional en tierra, petróleo en alta mar, petróleo no convencional y petróleo downstream. Si se incluye la cantidad liberada por las quemas de gas incompletas y las emisiones fugitivas, el total estimado es de alrededor de 37 millones de toneladas. 

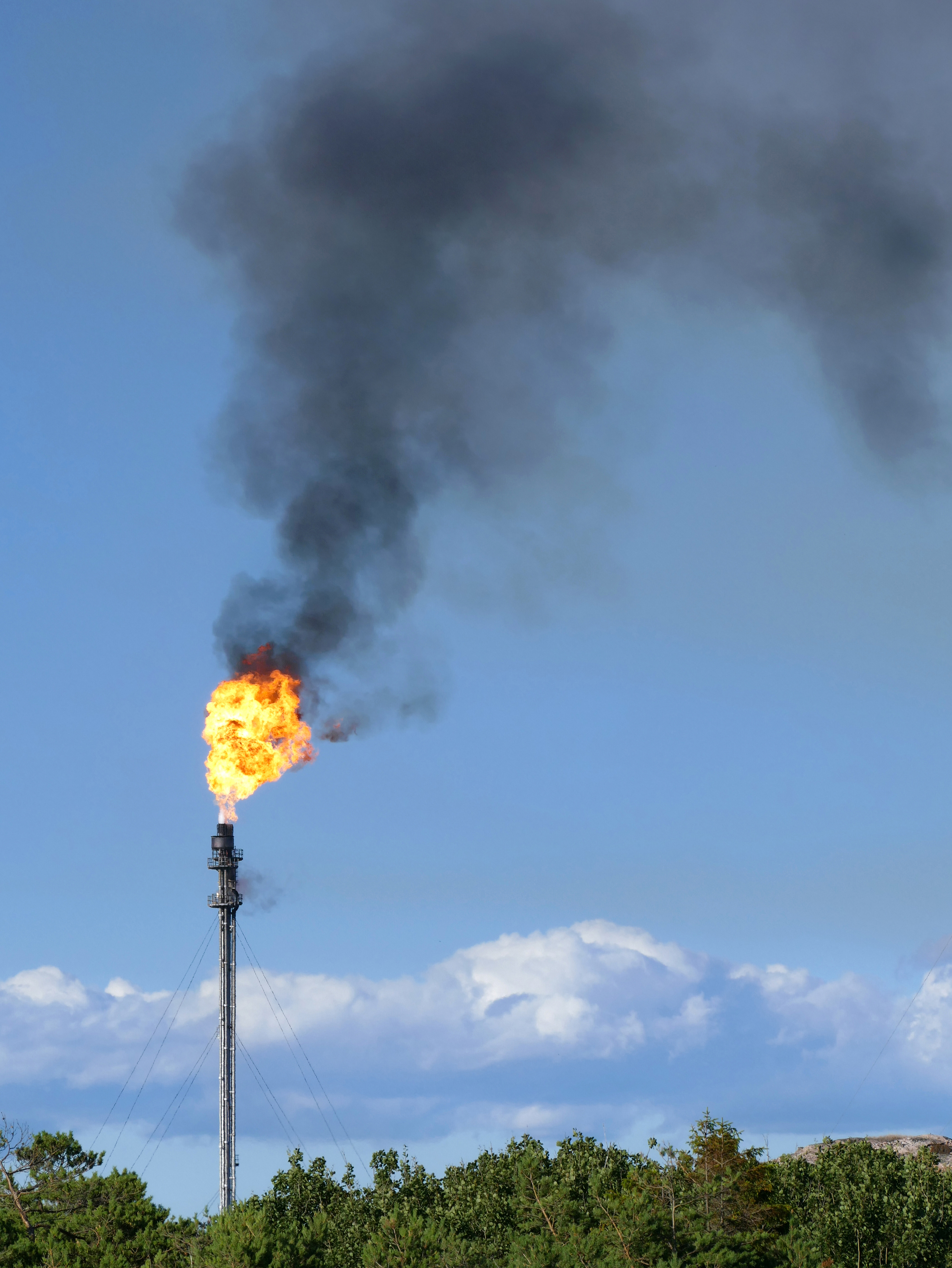
Antorcha de gas en la refinería de petróleo Preemraff, Lysekil, Suecia. La llama arde constantemente, calentando el aire a su alrededor y generando una neblina térmica.

Matthew Johnson, del Laboratorio de Investigación de Energía y Emisiones (EER) de la Universidad Carleton en Ottawa, Ontario, Canadá, dijo en una entrevista en diciembre de 2023 que — contrariamente a la creencia común — el venteo, en particular de las instalaciones de petróleo pesado diseñadas para operaciones normales, es la principal fuente de emisiones de metano en la industria del petróleo y el gas. Johnson destaca la urgencia de modernizar rápidamente los sitios de petróleo y gas, considerando que los costos asociados son razonables, el costo estimado de modernización para toda la industria en Canadá se estima en $3.3 mil millones entre 2027 y 2040 para implementar requisitos de venteo y quema. 
Jonson afirmó que, si bien los combustibles fósiles no se eliminarán gradualmente "de la noche a la mañana", "en lo que respecta a las emisiones de metano, tenemos una solución y podemos implementarla ahora mismo". Un informe de 2023 del Laboratorio de Investigación de Energía y Emisiones analiza los desafíos para cumplir con los objetivos de reducción de metano de 2030 en el marco del Compromiso Global de Metano, debido a las incertidumbres en los niveles de emisiones de las operaciones de petróleo y gas. La investigación, que se centra en Alberta, Canadá — la provincia canadiense con la mayor industria de petróleo y gas — presenta un inventario de metano para 2021 que supera el inventario federal oficial en 1,5 veces. El estudio destaca que casi dos tercios de las emisiones — originadas principalmente por tanques no controlados, equipos neumáticos y antorchas apagadas son resultado de la ventilación de gas — lo que indica importantes oportunidades de mitigación. Cabe destacar que las intensidades de metano en Alberta son cuatro veces mayores que en la vecina Columbia Británica, lo que resalta la necesidad de un seguimiento y una presentación de informes independientes que garanticen el éxito de las iniciativas de reducción de emisiones.

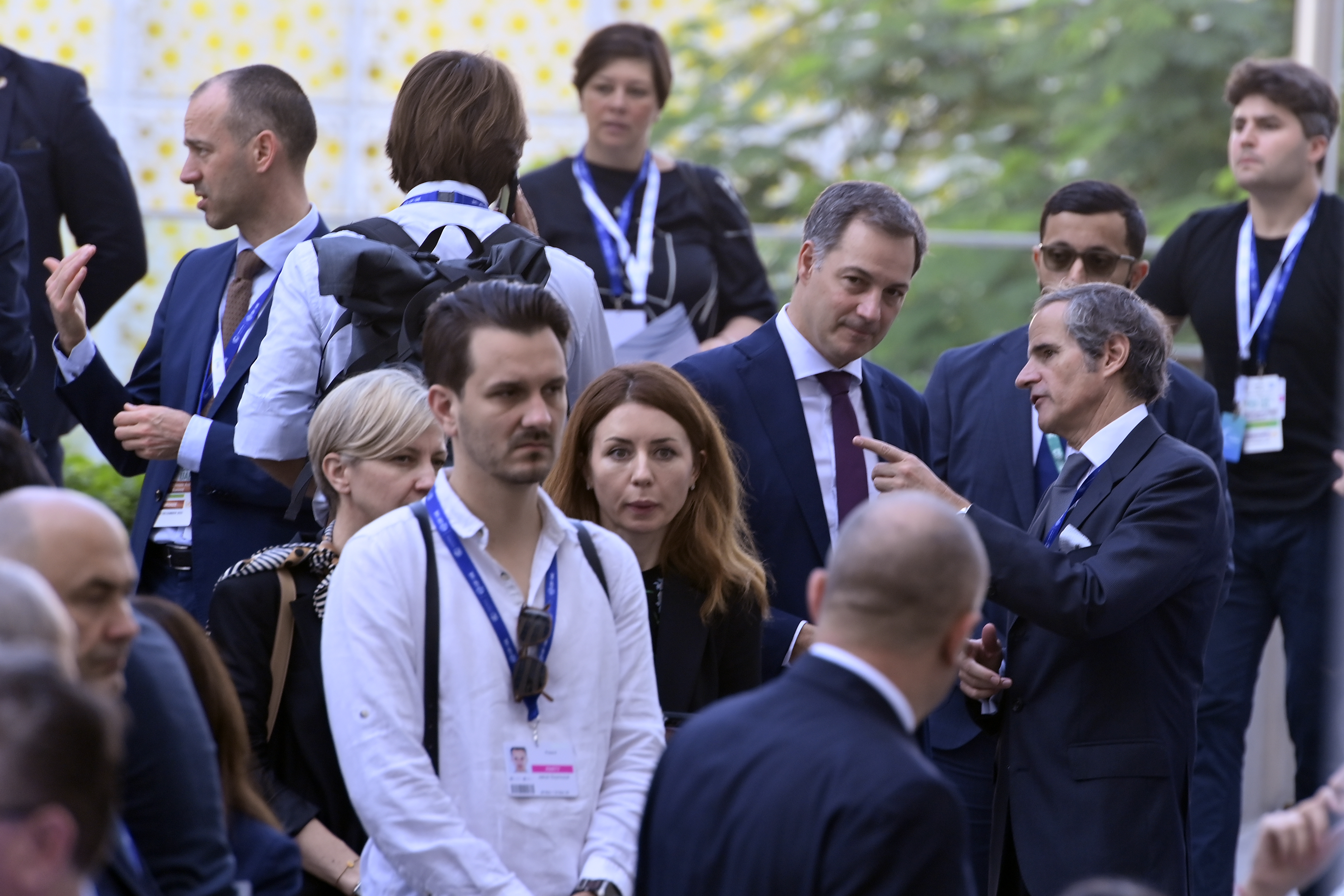
Evento Net Zero Nuclear en la COP 28, la Conferencia de las Naciones Unidas sobre el Cambio Climático (UNCCC) celebrada en Expo City Dubái, Emiratos Árabes Unidos, el 2 de diciembre de 2023.

La ventilación de gas en la industria del petróleo y el gas ha ganado atención en Alberta, Canadá, particularmente a la luz de los cambios legislativos propuestos destinados a reducir las emisiones de metano. El ministro federal de Medio Ambiente, Steven Guilbeault, presentó un plan durante la Conferencia de las Naciones Unidas sobre el Cambio Climático de 2023 en Dubai, en el que se describe un sistema nacional de topes y comercio de emisiones para reducir las emisiones sin obstaculizar la producción. El marco propuesto pretende limitar las emisiones de 2030 entre un 35 y un 38 por ciento por debajo de los niveles de 2019, en línea con el objetivo del gobierno federal de lograr emisiones netas de carbono cero en el sector para 2050. Dado que la industria del petróleo y el gas contribuye al 28 por ciento de las emisiones de Canadá, estos cambios propuestos señalan un esfuerzo significativo para abordar las preocupaciones ambientales y combatir el cambio climático. 

## Minería de carbón y actividad de metano en yacimientos de carbón

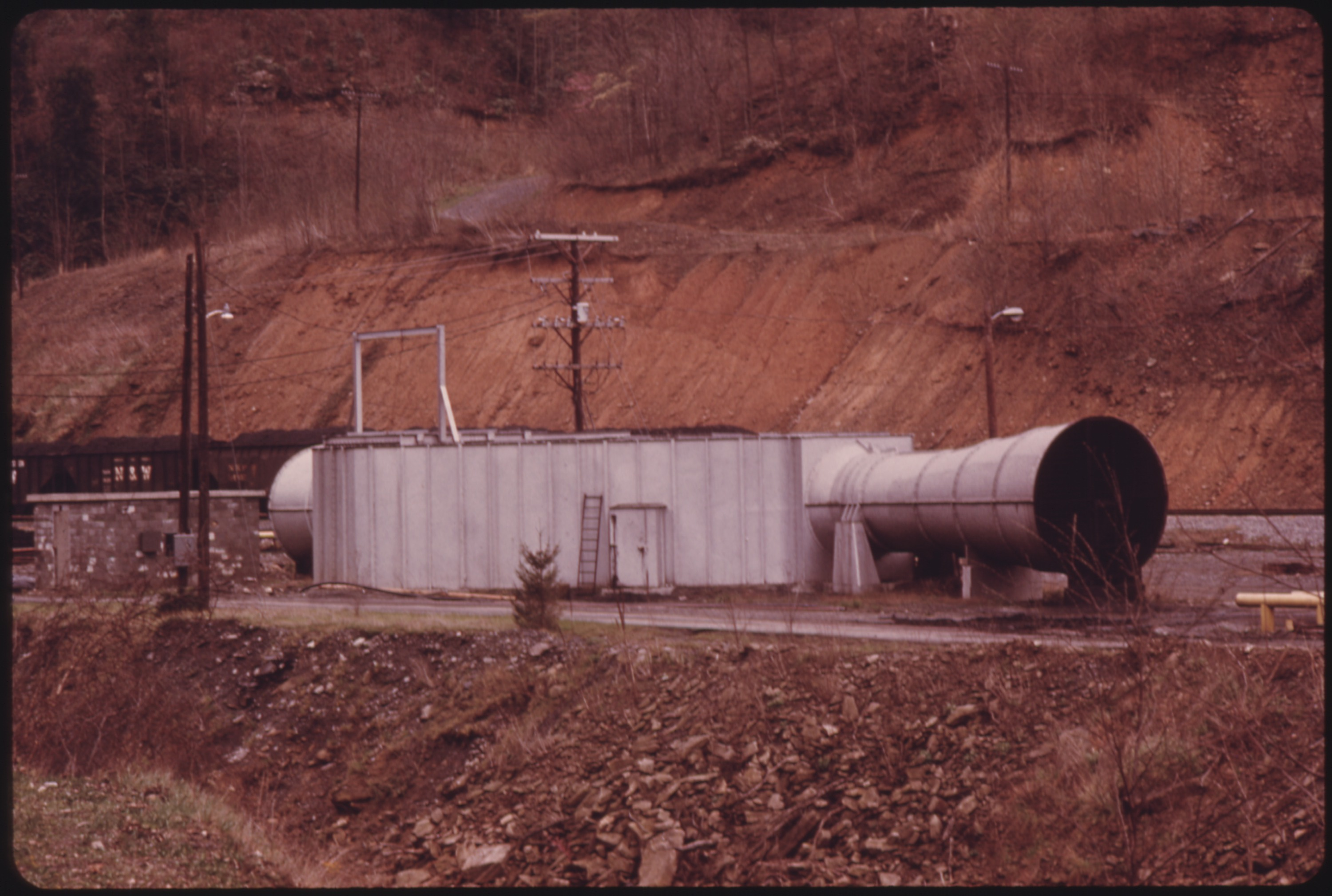
Un ventilador de gran tamaño que suministra aire fresco a un conducto de ventilación de una mina. El metano y el polvo de carbón se eliminan mediante el aire de escape.

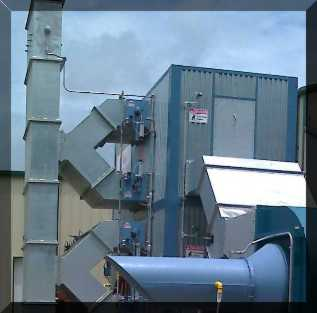
Un oxidante térmico de metano con aire de ventilación.

Cantidades sustanciales de gas rico en metano quedan atrapadas y adsorbidas dentro de las formaciones de carbón y se desorben inevitablemente en asociación con la minería de carbón. En algunos casos de minería subterránea, se permeabiliza una formación con perforaciones antes y/o durante el trabajo de extracción y se permite que los llamados gases grisú se ventilen como medida de seguridad. Además, durante el trabajo, el metano entra en el sistema de ventilación de aire en concentraciones de hasta el 1% y, por lo general, se expulsa libremente por la boca de la mina. El metano del aire de ventilación (VAM) es la mayor fuente de metano en las minas de carbón operativas y desmanteladas en todo el mundo. También se sigue desorbiendo metano en cantidades considerables del carbón almacenado y de las minas abandonadas. 
La Agencia de Protección Ambiental de Estados Unidos proyecta que para el año 2020, las liberaciones globales de metano de las minas de carbón en todo el mundo superarán los 35 millones de toneladas u 800 millones de toneladas de emisiones equivalentes de CO2 y representarán el 9% de todas las emisiones globales de metano. China contribuye con más del 50% del total, seguida de Estados Unidos (10%), Rusia (7%), Australia, Ucrania, Kazajstán e India (3-4% cada uno). En 2015, unas 200 minas en una amplia gama de países habían implementado tecnología para capturar alrededor de 3 millones de toneladas de metano, ya sea para uso económico o para su reducción en antorchas de gas u oxidadores térmicos . 
Los afloramientos, vetas o formaciones cercanas a la superficie también suelen estar permeados por pozos para extraer y capturar el metano, en cuyo caso se clasifica como una forma de gas no convencional.  Esta captura de metano en yacimientos de carbón puede reducir el volumen de filtración de gas que de otro modo ocurriría naturalmente, mientras que a su vez agrega emisiones de dióxido de carbono una vez que el combustible se utiliza en otro lugar. 
Las estimaciones de seguimiento global de la AIE durante 2019 sugieren que alrededor de 40 millones de toneladas de metano se liberaron de todas las actividades relacionadas con la minería del carbón. Esta cantidad incluye emisiones ventiladas, fugitivas y por filtraciones. 

## Prácticas en yacimientos de gas y gasoductos

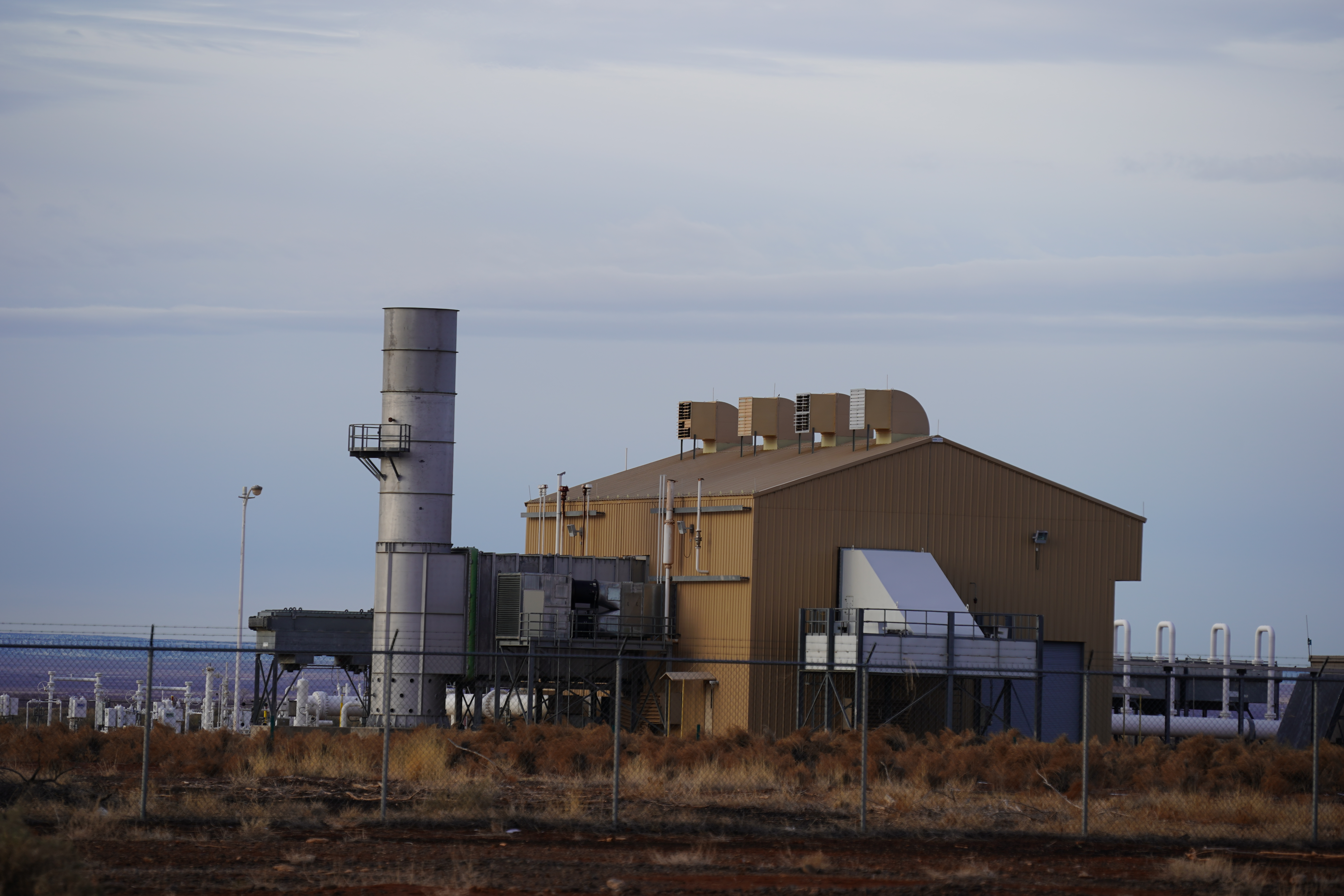
Una estación compresora de un gasoducto. El gas se ventila por diseño desde los sellos de algunos equipos compresores de gas.

En los yacimientos de gas, la obtención de gas de petróleo no asociado —una forma de gas natural crudo— representa el principal objetivo financiero. A diferencia del gas extraído de los yacimientos petroleros o de las minas de carbón, este tipo de gas suele presentar una menor proporción de componentes no deseados. La mayor parte de las emisiones de ventilación se producen, en cambio, durante el transporte por tuberías hacia centros de comercio y distribución, refinerías y mercados de consumo. 
El Departamento de Energía de los EE. UU. informa que la mayoría de las fugas en las operaciones de la industria del gas de ese país en el año 2017 se produjeron en estaciones compresoras, desde controladores y reguladores operados neumáticamente.Existen o se están desarrollando estrategias de mantenimiento mejoradas y tecnologías de equipos avanzados para reducir dicha ventilación. 
Las estimaciones de seguimiento global de la AIE indican que para el año 2019 se liberaron alrededor de 23 millones de toneladas de metano se liberaron desde todos los segmentos de la industria del gas, incluido el gas convencional en tierra, el gas en alta mar, el gas no convencional y las actividades de gas aguas abajo . Si se incluye la cantidad liberada por emisiones fugitivas, el total estimado es de aproximadamente 43 millones de toneladas. 

## Contexto histórico
Los gases asociados a la minería del petróleo y del carbón solían considerarse problemáticos, peligrosos y de bajo valor, percibidos como un subproducto 'gratuito' derivado de la extracción de carbón o hidrocarburos líquidos, actividades financieramente más rentables. Sin embargo, el crecimiento de los mercados internacionales de gas, junto con el desarrollo de infraestructura y cadenas de suministro, ha transformado esta percepción. También se está volviendo una práctica cada vez más habitual:
- Capturar y utilizar el gas asociado para proporcionar energía local.
- Reinyectar gas recomprimido para el mantenimiento de la presión del yacimiento de petróleo, la recuperación secundaria y la posible despresurización posterior del yacimiento una vez que se haya maximizado la recuperación de líquidos de hidrocarburos y se haya establecido una infraestructura de exportación de gas y acceso al mercado.

En los últimos años, algunos defensores de la industria y formuladores de políticas han promovido el gas fósil como un 'combustible puente', argumentando que su uso genera menos desperdicio y, por lo tanto, reduce tanto el impacto ambiental como las pérdidas económicas asociadas, durante la transición de los combustibles fósiles finitos hacia fuentes de energía más sostenibles.  Sin embargo, los volúmenes reales de metano liberados acumulativamente a lo largo de la cadena de suministro tienen un impacto en el calentamiento climático a corto plazo que ya rivaliza, y puede llegar a superar, al del uso de carbón y petróleo. 

## Impacto ambiental

Forzamiento radiativo de diferentes contribuyentes al cambio climático en 2011, según se informa en el quinto informe de evaluación del IPCC.

La ventilación y otras liberaciones de hidrocarburos gaseosos han aumentado de forma constante a lo largo de la era industrial, sumado al rápido crecimiento de la producción y el consumo de combustibles fósiles.  La Agencia Internacional de Energía estima que las emisiones anuales totales de metano de la industria del petróleo y el gas aumentaron de aproximadamente 63 a 82 millones de toneladas entre 2000 y 2019, un aumento promedio de alrededor del 1,4 % anual.   A nivel mundial, la AIE estima que la extracción geológica de carbón, petróleo crudo y gas natural es responsable de aproximadamente el 20% de todas las emisiones de metano.  Otros investigadores han encontrado evidencia de que su contribución puede ser sustancialmente mayor: el 30% o más.  
La concentración atmosférica de metano casi se ha duplicado en el último siglo y actualmente es 2,5 veces mayor que en cualquier otro período de los últimos 800.000 años.  El metano es un potente gas que provoca calentamiento global a pesar de su menor abundancia en comparación con el dióxido de carbono atmosférico. El metano atmosférico es responsable de al menos una cuarta parte y hasta un tercio de los cambios en el forzamiento radiativo que impulsan el calentamiento climático a corto plazo.   
Los componentes del gas natural, como el etano, propano y butano, tienen una vida atmosférica significativamente más corta (de una semana a dos meses) en comparación con el metano (de una a dos décadas) y el dióxido de carbono (de uno a dos siglos). Debido a esto, no se dispersan de manera uniforme en la atmósfera y su concentración es considerablemente menor.  Sin embargo, su oxidación en última instancia conduce a la creación de compuestos de carbono de vida más larga que también perturban la atmósfera y el ciclo del carbono planetario a través de una variedad de vías complejas. 